# Malacatán
Malacatán est une municipalité du Guatemala située dans le département de San Marcos. Elle se trouve à l'ouest de la ville San Marcos.